# Alfa Romeo (automobilismo)
Durante la sua storia, l'Alfa Romeo ha partecipato con successo a molte categorie di competizioni automobilistiche, inclusi molti Gran Premi, la Formula 1, i campionati Sport Prototipo, le competizioni Turismo ed i Rally.
Ha preso parte a queste gare sia come costruttore che come fornitrice di motori, e sia con il proprio nome (Alfa Corse o Autodelta) oppure con piloti e scuderie private. La prima autovettura da competizione dell'Alfa Romeo, la 40-60HP, venne costruita nel 1913, tre anni dopo quindi la fondazione della casa automobilistica. Questo modello possedeva un motore a quattro cilindri in linea e da 6.082 cm³ di cilindrata.
Tra i successi più importanti ci fu la conquista del primo campionato del mondo di automobilismo della storia nel 1925, le prime due edizioni del campionato mondiale di Formula 1 (1950 e 1951) e due campionati del mondo sportprototipi (1975 e 1977).
Degno di menzione, il fatto che la Scuderia Ferrari abbia esordito nelle competizioni utilizzando vetture Alfa Romeo.

## Storia

### I primi anni e l'epoca dei Grand Prix

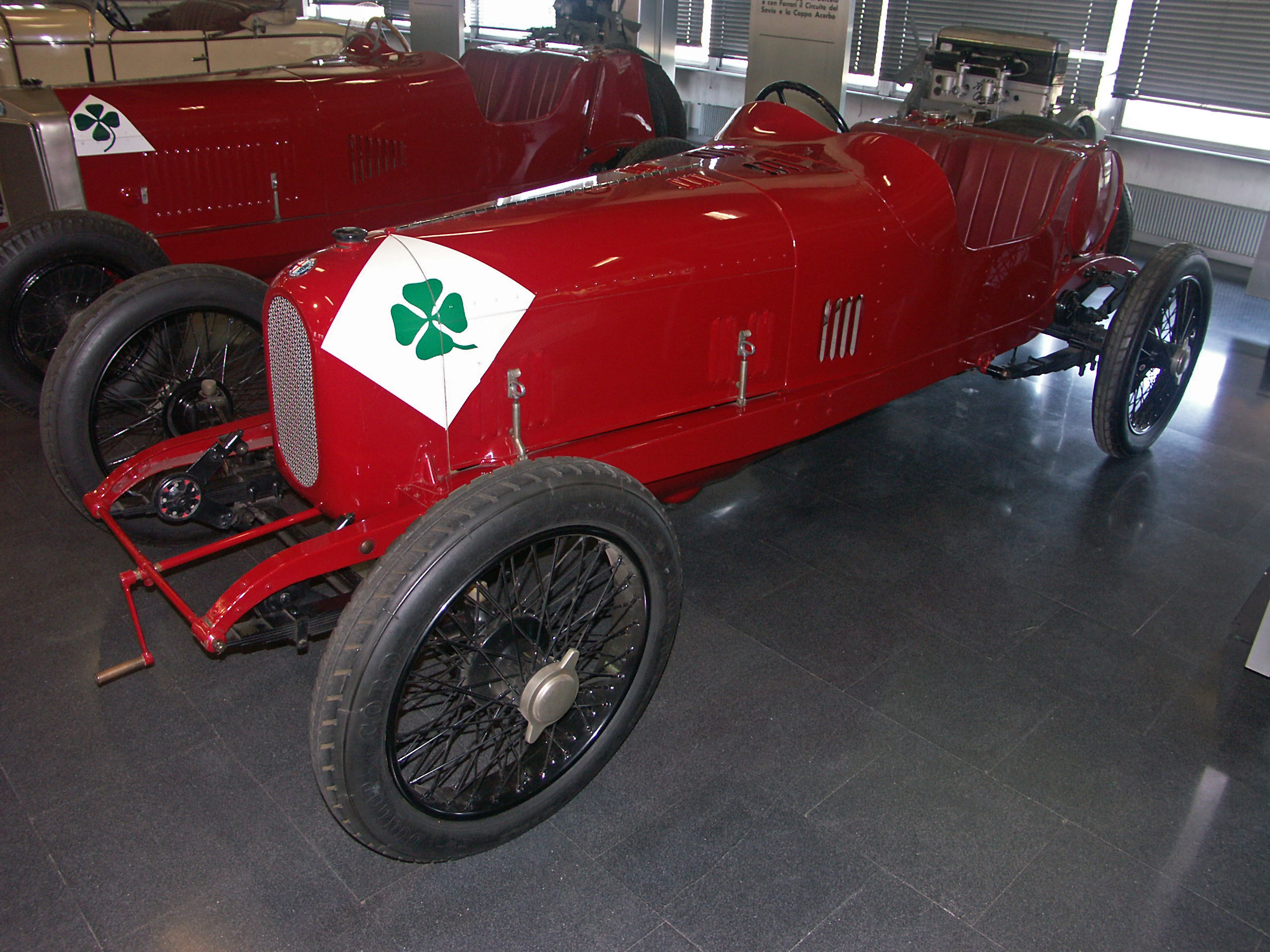
L'Alfa Romeo RL vittoriosa alla Targa Florio del 1923

La casa automobilistica del Biscione debuttò nelle competizioni automobilistiche nel 1911 con due ALFA 24 HP guidate da Franchini e Ronzoni. Alcuni esemplari del modello furono infatti iscritti alla Targa Florio ma senza successo, ed i risultati deludenti furono poi ripetuti anche l'anno seguente. Il successo nelle gare arrivò però nel 1913 grazie ad una versione da competizione della 40-60 HP guidata sempre da Franchini. Il modello vinse la Parma-Poggio di Berceto classificandosi primo nella propria classe e secondo nella graduatoria assoluta. La vittoria della 40-60 HP diede poi all'ALFA l'impulso a continuare la partecipazione alle competizioni. Invece la prima auto progettata dalla casa del biscione ad essere destinata esclusivamente alle competizioni, e che quindi non era un modello da strada modificato, fu l'ALFA Grand Prix, che nacque nel 1914. e che fu molto avanzata tecnologicamente, perlomeno per i tempi. Fu progettata da Giuseppe Merosi.
Negli anni venti l'Alfa Romeo ampliò l'attività sportiva grazie a piloti del calibro di Antonio Ascari, Giuseppe Campari, Enzo Ferrari e Ugo Sivocci. Nel 1920 Giuseppe Campari conquistò le sue due prime vittorie in carriera, imponendosi alla Parma-Poggio Berceto ed al Mugello sempre alla guida di una 40-60 HP. Nello stesso anno, Enzo Ferrari arrivò secondo alla Targa Florio su una 20-30 HP. Tuttavia è nel 1923 che l'Alfa Romeo conquistò il primo grande successo, imponendosi con una doppietta alla Targa Florio con Ugo Sivocci al primo posto e Antonio Ascari al secondo, entrambi a bordo di una RL. In questa occasione apparve per la prima volta il simbolo del quadrifoglio Alfa Romeo che, da allora, sarebbe comparso in tutte le attività agonistiche dell'Alfa Romeo e nelle versioni più sportive delle sue vetture.
Nel 1925 l'Alfa Romeo vinse il primo campionato del mondo di automobilismo della storia imponendosi nel Gran Premio del Belgio a Spa-Francorchamps e nel Gran Premio d'Italia a Monza grazie alle vittorie ottenute, rispettivamente, da Antonio Ascari e da Gastone Brilli-Peri su delle Alfa Romeo P2. In seguito a questo successo, la casa automobilistica del Biscione inserì nel suo marchio un alloro mondiale.

### Gli anni trenta e quaranta

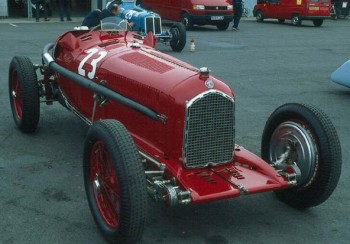
Un'Alfa Romeo P3

Gli anni trenta furono invece caratterizzati da un'assidua frequentazione delle gare dove correvano gli sport prototipi. I modelli di vetture più famosi e vincenti di questo furono la P3, la 6C 1750, la 8C 2300 e la 8C 2900.
Con queste vetture l'Alfa Romeo vinse sei edizioni consecutive della Targa Florio dal 1930 al 1935. In totale in questa gara si impose dieci volte, battuta solo dalla Porsche che vanta 11 vittorie. L'Alfa Romeo alla Targa Florio detiene anche il record di secondi posti (13) e di giri veloci (10). Una vittoria in questa corsa che entrò nella storia fu quella in cui Nuvolari tagliò il traguardo di sera senza fari, dopo aver superato Achille Varzi.
L'Alfa Romeo conquistò inoltre tutte le edizioni della Mille Miglia dal 1928 al 1938, ad eccezione del 1931, dove si impose la Mercedes-Benz. Anche in questa competizione l'Alfa Romeo detiene il record di vittorie (11), secondi posti (11) e terzi posti (10), così come rientra nel terzetto delle marche che hanno ottenuto delle triplette in questa gara: per ben nove volte l'Alfa ha infatti ottenuto tutti e tre i primi posti della corsa. Gli unici altri costruttori ad esserci riusciti sono stati la Ferrari (2 volte) e la OM (1). L'Alfa Romeo detiene inoltre anche il record di vittorie consecutive (6).

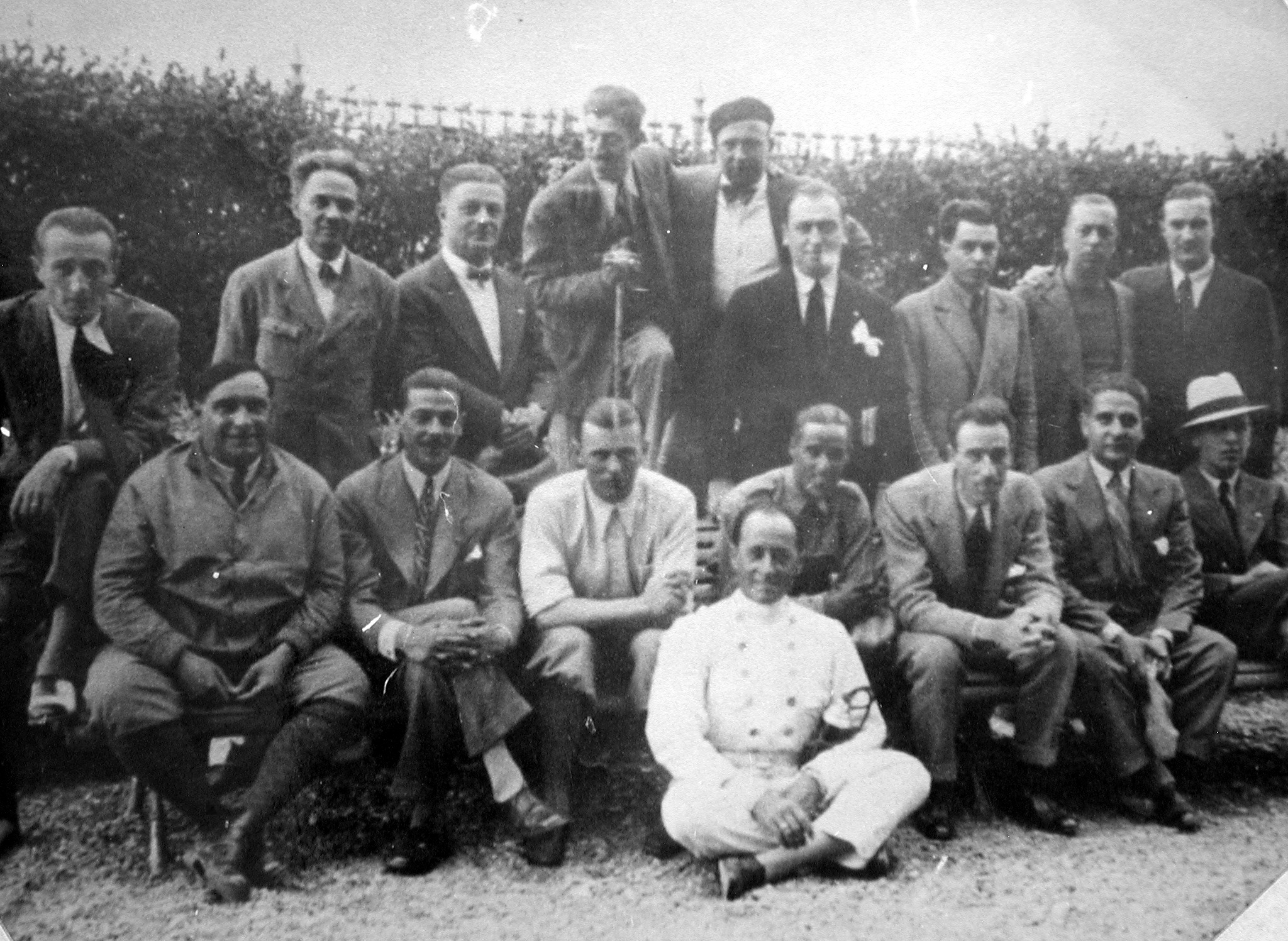
Alcuni dei piloti che scrissero la storia dell’Alfa Romeo nella competizioni: Giuseppe Campari, Prospero Gianferrari (presidente dell'Alfa Romeo), Achille Varzi, Luigi Arcangeli e Tazio Nuvolari

È stata importante anche la partecipazione alla 24 Ore di Le Mans, vinta quattro volte (tutte consecutive) dal 1931 al 1934 con la 8C. Agli albori di questa competizione l'Alfa Romeo era contrapposta ad un'altra marca di prestigio, l'inglese Bentley. La sua eredità è poi stata raccolta da Ferrari e Porsche. In particolare, la prima partecipò inizialmente a questa gara utilizzando vetture provenienti dall'Alfa Romeo.
La Casa del "biscione" vinse poi due campionati europei consecutivi con Ferdinando Minoia e Tazio Nuvolari (1931 e 1932: furono le prime due edizioni di questo campionato) e due campionati europei della montagna (1932 e 1933) con Rudolf Caracciola, Carlo Felice Trossi e Mario Tadini.
Nel complesso, la vettura Alfa Romeo da competizione più vittoriosa di questo periodo è stata la P3 (anche conosciuta come "Tipo B"). Progettata da Vittorio Jano, è considerata una delle migliori auto da competizione mai costruite grazie ai numerosi allori conquistati soprattutto da Tazio Nuvolari.

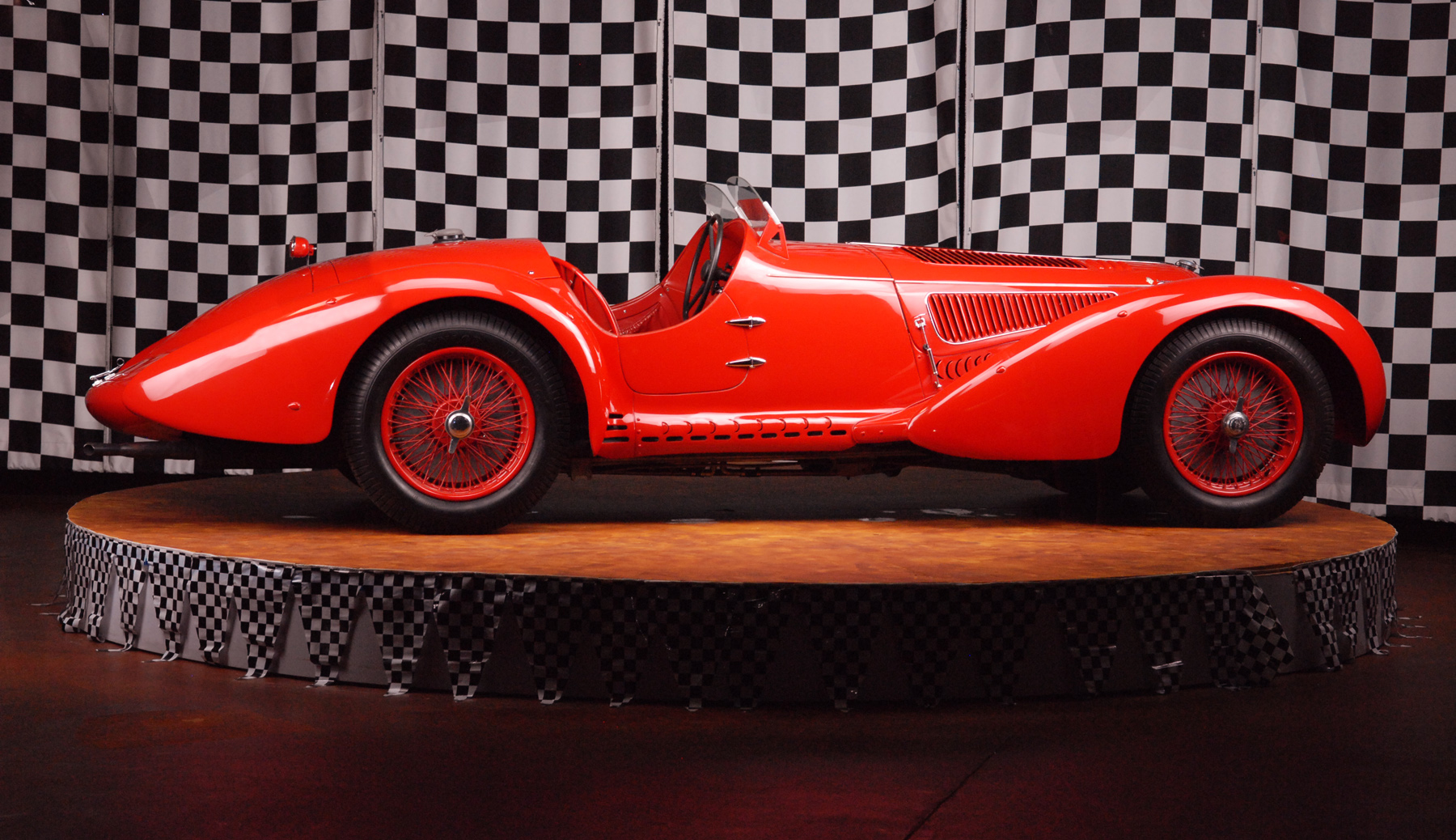
L'Alfa Romeo 8C 2900B MM Touring Spider con cui Clemente Biondetti vinse la Mille Miglia nel 1938.

Dal 1934, l'Alfa Romeo subì però un calo di prestazioni dovuto ad una profonda crisi finanziaria, che non le consentiva di tenere il passo delle famose frecce d'argento, ossia le vetture realizzate dalle prestigiose marche tedesche Mercedes-Benz ed Auto Union. Infatti, nell'anno citato, l'Alfa Romeo vinse solo il Gran Premio di Francia con Louis Chiron a bordo di una P3, mentre le vetture tedesche dominarono gli altri quattro Gran Premi della stagione. Il 1935 fu anche più duro, infatti la P3 venne surclassata dalle spietate frecce d'argento, anche se Tazio Nuvolari diede all'Alfa Romeo una delle più famose vittorie della storia dell'automobilismo, quando il pilota mantovano surclassò la concorrenza teutonica sul difficile circuito tedesco del Nürburgring. Tuttavia la P3 fu in grado di aggiudicarsi, nel 1935, un totale di 16 corse.
Negli anni trenta, nella categoria delle vetture sport, l'Alfa Romeo fu una coriacea concorrente per marchi del calibro di Bugatti, Porsche e soprattutto Ferrari. Le prime gare di questa categoria venivano disputate su percorsi aperti alla libera circolazione, e durante gli anni trenta l'Alfa Romeo riuscì ad imporsi in queste competizioni con Tazio Nuvolari. Le vetture adoperate dall'Alfa Romeo in quegli anni sono divenuti dei pezzi unici e sono molte ambite dai collezionisti, anche perché sono state realizzate con soluzioni tecniche molto raffinate. Le più famose e vittoriose furono le Alfa Romeo 6C 1750 e soprattutto le 8C 2300 e 2900.
Dopo queste vittorie, a causa dello scoppio della seconda guerra mondiale, l'Alfa Romeo si ritirò momentaneamente dalle competizioni. Dopo la fine del conflitto, a competizioni riprese, l'Alfa Romeo conquistò con una 8C 2900B del 1938 la prima edizione postbellica della Mille Miglia (1947).

### Gli anni cinquanta

#### Il trionfo in F1

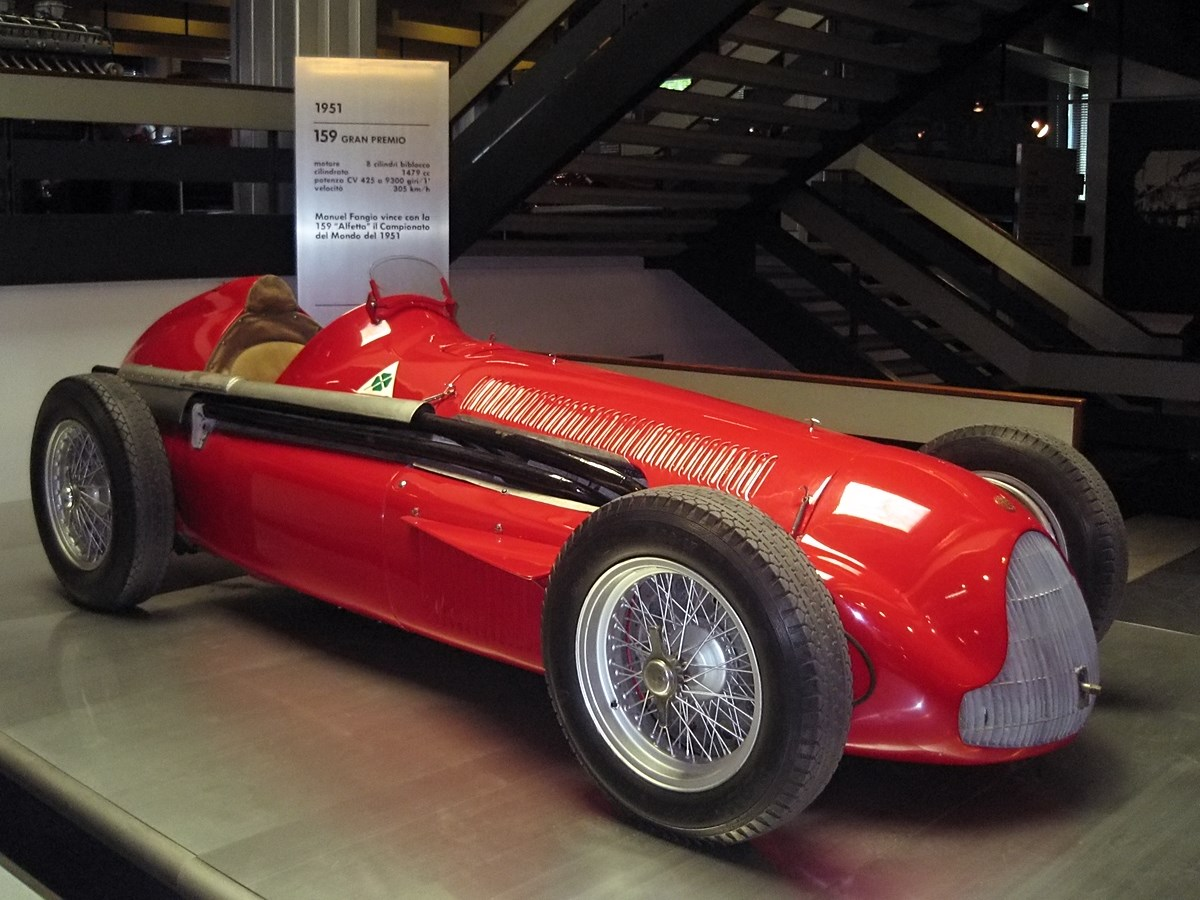
L'Alfa Romeo 159 che vinse il campionato del mondo di Formula 1 del 1951

L'inizio di questo decennio fu caratterizzato dalle vittorie nel Mondiale di Formula 1. L'Alfa Romeo, infatti, conquistò le prime due edizioni di questa serie, aggiudicandosi il titolo iridato nelle stagioni 1950 e 1951. Il primo fu vinto da Nino Farina con la "158" (soprannominata "Alfetta" per le dimensioni contenute), e il secondo da Juan Manuel Fangio con la "159".
Nella stagione inaugurale l'Alfa Romeo si aggiudicò 6 Gran Premi su 7 imponendo un dominio totale della scuderia, piazzando ai primi tre posti in classifica tre suoi piloti. Oltre al vincitore Nino Farina, si distinsero Juan Manuel Fangio, che arrivò secondo, e Luigi Fagioli, che giunse terzo. I tre piloti furono infastiditi occasionalmente dal francese Louis Rosier su Talbot-Lago che giunse al quarto posto e da Alberto Ascari su Ferrari, che si classificò quinto.
Nella seconda stagione l'Alfa Romeo vinse invece 4 Gran Premi su 8. Come già accennato, si aggiudicò il titolo Juan Manuel Fangio seguito dai ferraristi Alberto Ascari e José Froilán González, e dall'alfista Nino Farina.

#### Il ritiro dalle competizioni
Dopo la conquista del secondo titolo mondiale in F1, l'IRI annunciò ufficialmente il ritiro dell'Alfa Romeo dalle competizioni, nonostante fosse già in fase avanzata il progetto della nuova monoposto Alfa Romeo 160, con motore centrale-posteriore da 2,5 litri.
Tale decisione fu presa a causa delle elevate spese necessarie a ben figurare nelle gare internazionali e, nondimeno, per l'urgenza di impiegare totalmente i valenti tecnici del reparto corse, capeggiati da Rudolf Hruska, alla realizzazione e industrializzazione dell'ambizioso e costosissimo progetto "Giulietta", con cui la Casa milanese intendeva debuttare nel mercato automobilistico della produzione in grande serie. In un primo tempo, su proposta di Enzo Ferrari era stata presa in considerazione l'ipotesi far rinascere l'accordo Alfa Romeo - Scuderia Ferrari, ma dopo alcuni scambi di proposte la trattativa fu abbandonata dalla Casa milanese che ormai vedeva la Ferrari come antagonista sportiva più che come possibile partner.
Questo decennio è stato anche caratterizzato dell'esordio nelle competizioni rallystiche, anche se la maggior parte delle vetture Alfa Romeo impiegate in queste gare erano iscritte da team privati. Alcune vittorie e prestazioni di rilievo sono state però ottenute sotto la direzione della casa madre. Le prime vittorie importanti furono al Tour de Corse del 1957 ed al Rally dei mille laghi del 1958, che furono entrambe conseguite da piloti conducenti una "Giulietta", ed alla Coupe des Alpes, dove l'Alfa Romeo, si imporrà nell'edizione del 1956 e del 1958.

### Gli anni sessanta

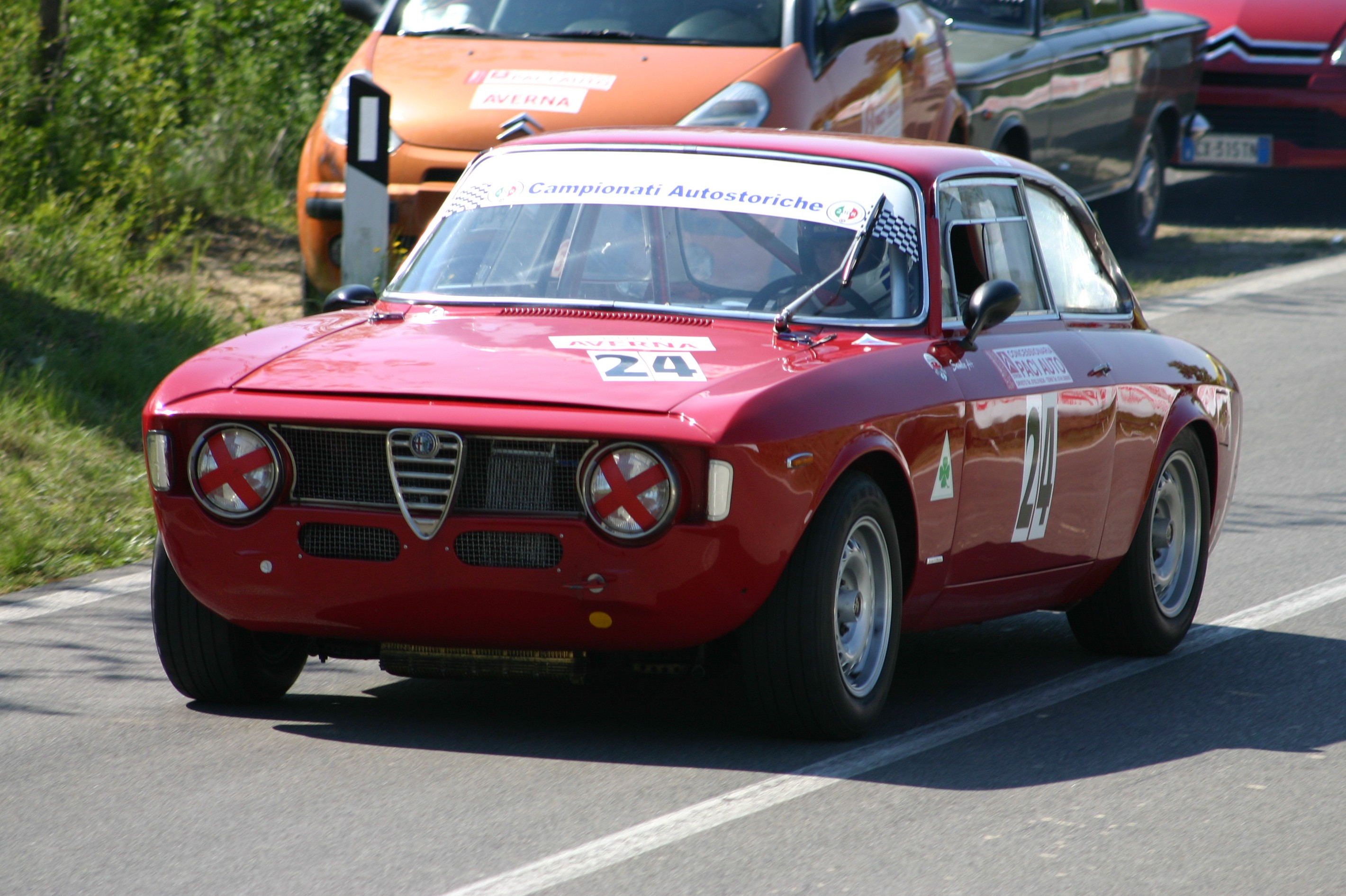
Un'Alfa Romeo GTA 1.6 da competizione

L'Alfa Romeo tornò in Formula 1 negli anni sessanta fornendo ad alcune squadre il propulsore senza però partecipare al campionato come costruttore. Il motore destinato a questo campionato era un quattro cilindri in linea e venne installato su vetture LDS, Cooper e De Tomaso.
Gli anni sessanta furono soprattutto caratterizzati dai primi successi nei campionati turismo. Una delle strategie di mercato più amate dal marchio dell'Alfa Romeo è stata infatti quella di partecipare ai campionati per vetture derivate da quelle di serie, in modo da pubblicizzare efficacemente le proprie auto. È ben noto infatti lo slogan sulla Giulia che recitava: "Giulia, la berlina che vince le corse". Le vittorie in questa categoria iniziarono con la Giulia GTA e proseguirono con le sue versioni successive. Con queste vetture l'Alfa Romeo vinse infatti sei campionati europei turismo (1966, 1967, 1969, 1970, 1971 e 1972). con piloti di primo piano, su tutti Andrea De Adamich. La GTA vinse anche il campionato inaugurale Trans-Am del 1966, organizzato dal Sports Car Club of America, con alla guida Horst Kwech e Gaston Andrey.
Dopo lo stop forzato per via del secondo conflitto mondiale, l'Alfa Romeo riprese il 6 marzo 1963 la sua attività agonistica nella categoria degli sport prototipi con la nascita dell'Autodelta, diretta da Carlo Chiti. Le prime rivalità si ebbero soprattutto con la Porsche, che schierava la 904, mentre la casa milanese fece scendere in pista la Giulia TZ. Nonostante gli sforzi, però, gli avversari rimanevano superiori all'Alfa Romeo, e così Chiti progettò la famosa Tipo 33, prima con motore V8 e poi col celeberrimo 12 cilindri boxer. In questa categoria, la Giulia TZ conquistò tre gare minori. Questa vettura fu il primo modello che venne preparato dall'Autodelta.
Nel 1964 l'Alfa Romeo iniziò a partecipare ufficialmente alle corse rallistiche esordendo la Giulia TZ. Fu presa questa decisione per contrastare l'adesione a questo tipo di competizione della FIAT e della Lancia che parteciparono alle gare con, rispettivamente, la FIAT 124 Abarth Rally e la Lancia Fulvia Coupé HF. Negli anni seguenti la casa del Biscione prese parte ai rally anche con la Giulia TI e la Giulia GTA. Tra questi due decenni, l'Alfa Romeo conquistò la Coupe des Alpes nel 1956, nel 1958, nel 1960, nel 1963, nel 1964 e nel 1966, diventando il marchio più vincente prima della soppressione della coppa.

### Gli anni settanta

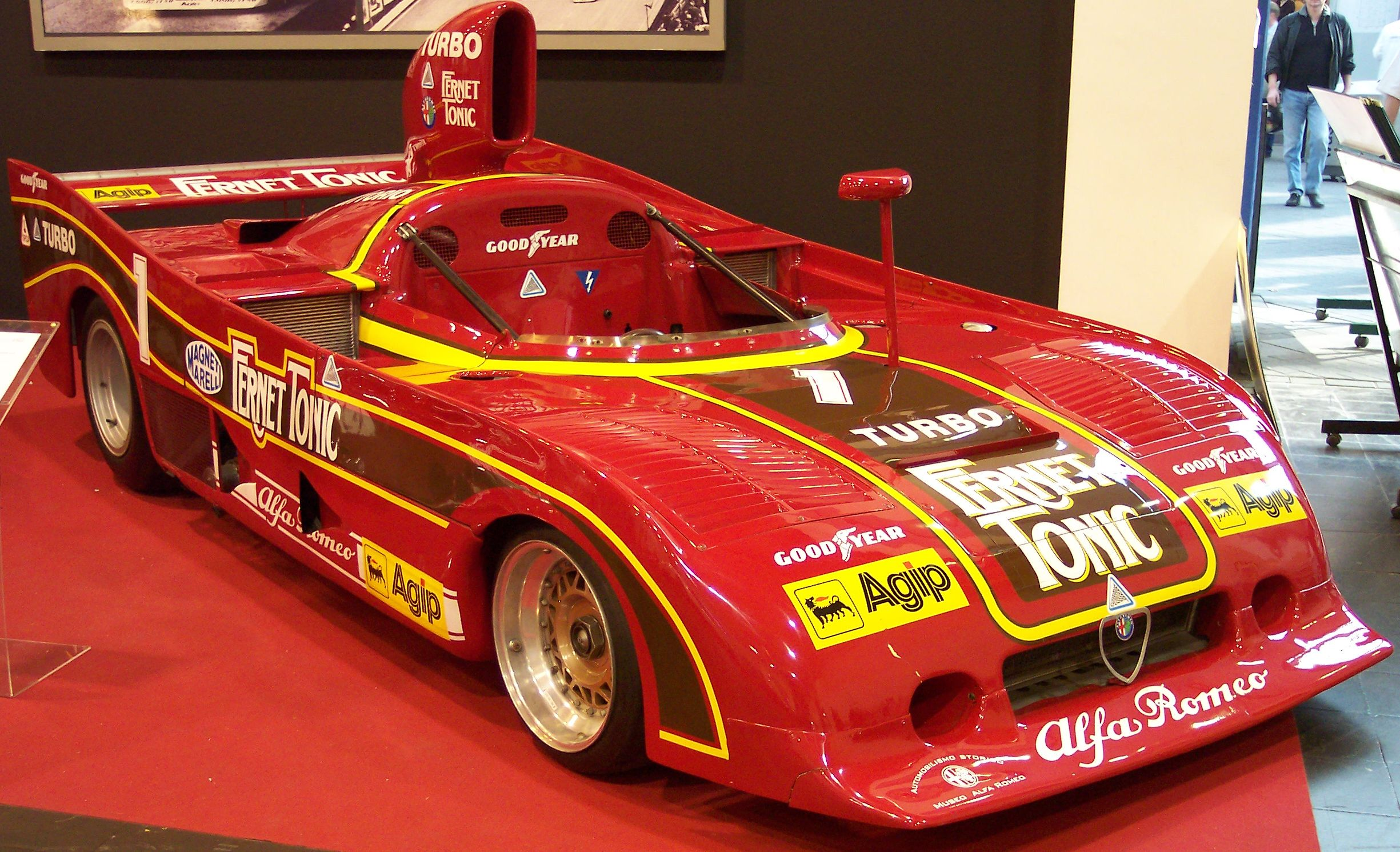
L'Alfa Romeo 33 SC 12 campione del mondo sport prototipi nel 1977

Negli anni settanta l'Alfa Romeo continuò e fornire motori a scuderie minori di Formula 1. Con l'obbiettivo di far esperienza nei Gran Premi preparandosi nel contempo a una partecipazione diretta come costruttore, la casa del Biscione fornì dal 1970 al 1971 dei motori V8 alla McLaren ed alla March, mentre nel 1975 stipulò un accordo con la Brabham per la fornitura di propulsori V12. L'Alfa Romeo tornò poi ufficialmente nel campionato di Formula 1 come costruttore nel 1979 con la 177, che esordì al Gran Premio del Belgio guidata Bruno Giacomelli. La monoposto erede, la 179, che fu progettata per tentare di ottimizzare l'effetto suolo, venne dotata da un motore completamente nuovo e debuttò invece al Gran Premio di Monza dello stesso anno. Il Gran Premio di Monza del 1979 fu anche l'ultimo della 177, che nell'occasione venne guidata da Vittorio Brambilla. La 179 ebbe una vita agonistica più duratura, dato che fu utilizzata fino al 1982. Nel 1979, in Formula 1, l'Alfa Romeo non registrò nessun risultato di rilievo.

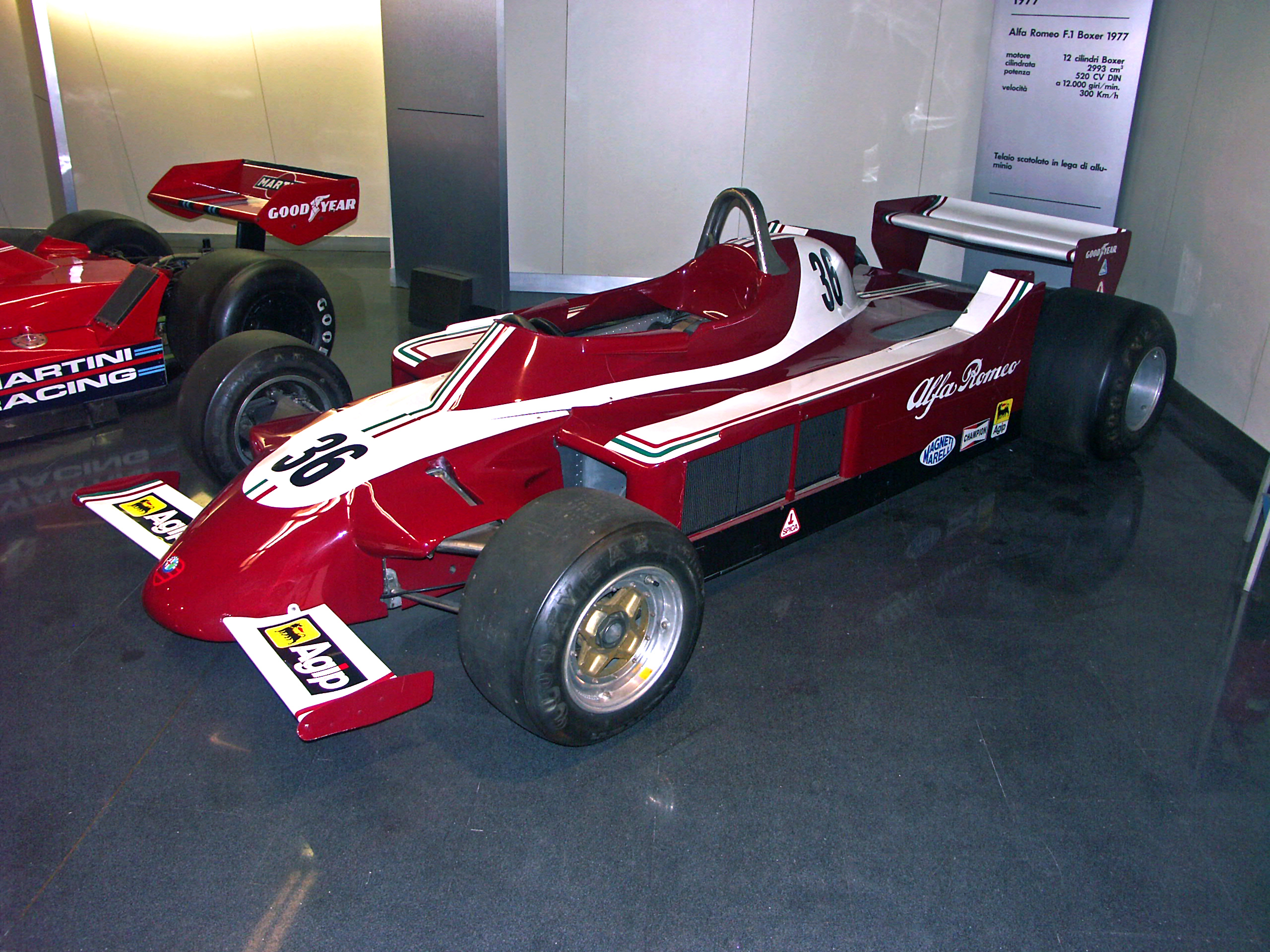
L'Alfa Romeo 177, che partecipò al campionato del Mondo di Formula 1 dal 1979 al 1982

Questo decennio fu soprattutto caratterizzato dalle vittorie della Tipo 33 e delle sue derivate, che si imposero in due edizioni del campionato del mondo sport prototipi (1975 e 1977). Nell'edizione del 1977 l'Alfa Romeo vinse tutte le gare in calendario nella propria categoria, mentre in quella del 1975 si impose nella graduatoria assoluta. I piloti artefici di questi successi furono Arturo Merzario, Jacques Laffite, Jochen Mass, Derek Bell, Nino Vaccarella, Jean-Pierre Jarier, Vittorio Brambilla e Henri Pescarolo. Le derivate della Tipo 33 furono anche schierate nel campionato CanAm e in varie cronoscalate.
Nell'ambito delle ruote scoperte, l'Alfa Romeo si è concentrata, oltre che in Formula 1, soprattutto nei campionati di Formula 3, dove per molti anni è stata fornitrice di propulsori - derivati da quelli dei modelli di serie - per monoposto March. I motori erano i bialbero ad otto valvole e quattro cilindri da 2000 cm³ di cilindrata, già adoperati nella produzione di serie su modelli quali l'Alfetta o la Giulietta. Erano propulsori molto sportiveggianti, ma anche affidabili perché equipaggiavano anche auto di produzione di serie e perciò si prestavano bene all'uso agonistico non esasperato della Formula 3.

L'Alfa Romeo Alfetta GTV impegnata al Giro Automobilistico d'Italia 1980

Negli anni 1970 l'Alfa Romeo continuò a partecipare e vincere le gare della gran turismo e super turismo, e proprio nel 1970 l'Alfa Romeo Giulia GTAM vinse il campionato europeo turismo guidata dal pilota olandese Toine Hezemans, mentre nel 1971 e nel 1972 vinse il Challenge Europeo Turismo di divisione 2 e di divisione 1, per poi abbandonare ufficialmente le gare gran turismo e super turismo, affidando però molte vetture a dei piloti privati, i quali riuscirono comunque a vincere il Challenge Europeo Turismo nel 1976, nel 1977, nel 1978 e nel 1979, mentre nel 1978 l'Alfetta GT vinse la Coppa dell'Umbria. Negli anni settanta continuò la partecipazione ai rally. Negli anni settanta l'Autodelta mise in campo, per il Gruppo 1, l'Alfasud TI, e per il Gruppo 2, l'Alfetta GT/GTV. Inizialmente i modelli montavano un motore aspirato che derivava da quello della GTA.  In questo decennio, al campionato del mondo rally, le vetture della casa automobilistica del Biscione si piazzarono al decimo posto nel 1975, al dodicesimo posto nel 1976 ed al quattordicesimo posto nel 1978. Nel 1975 conquistarono però il primo posto nella propria categoria, vincendo all'Elba, in Costa Brava ed in Corsica.

### Gli anni ottanta

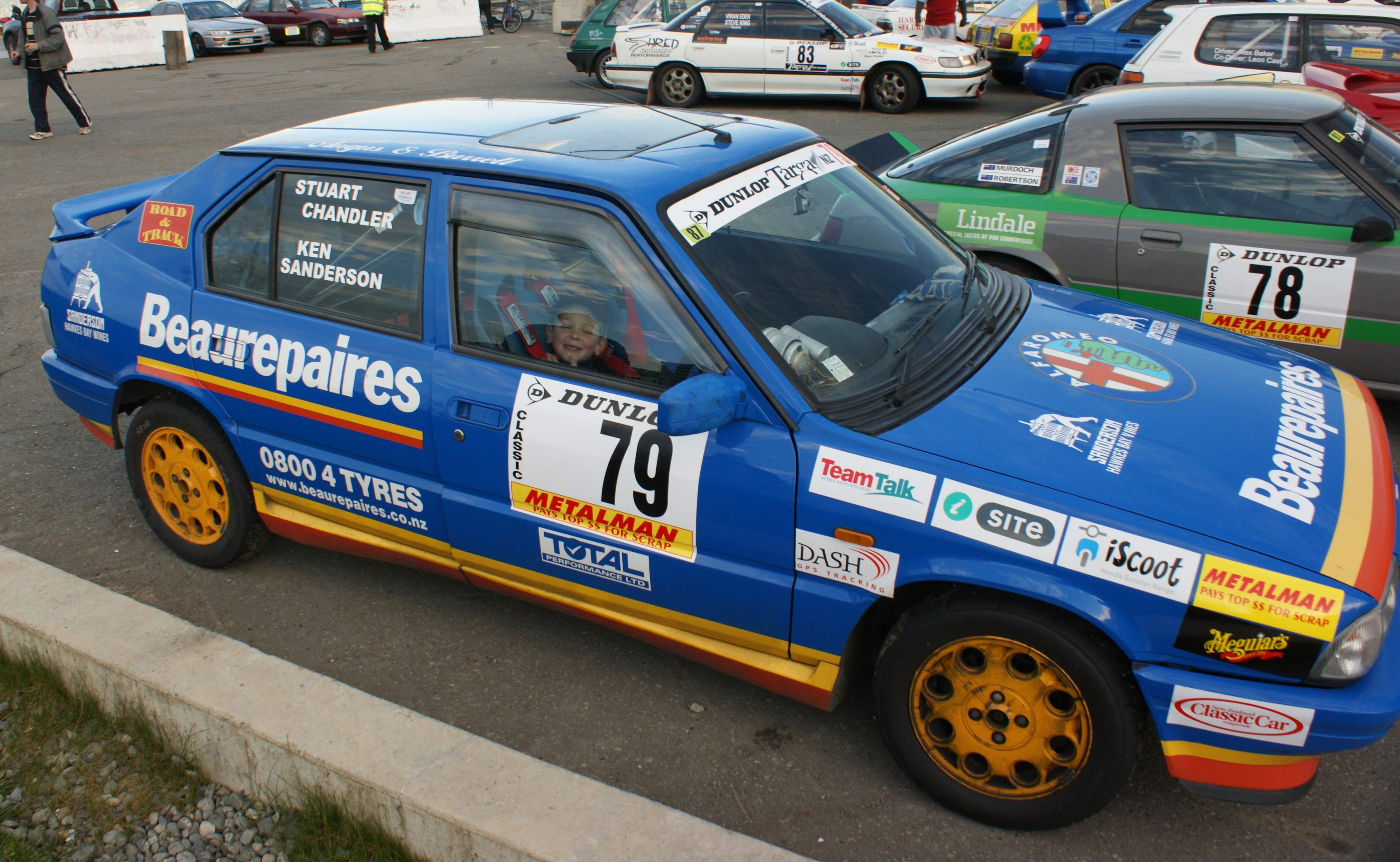
Un'Alfa Romeo 33 versione rally

Negli anni ottanta l'Alfa Romeo continuò la partecipazione al campionato di Formula 1 con le monoposto 182, 183T, 184T e 185T che furono schierate, rispettivamente, nelle stagioni 1982, 1983, 1984 e 1985, con scarsi risultati e senza vincere neppure un Gran Premio. Oltre ai già citati Giacomelli e Brambilla, gli altri piloti di rilievo che condussero le vetture in questo campionato Alfa Romeo furono Andrea De Cesaris, Mario Andretti e Riccardo Patrese. Il miglior risultato della casa del Biscione ottenuto in questo ritorno in Formula 1 fu il sesto posto nel campionato costruttori del 1983. Questa seconda partecipazione in Formula 1 fu funestato dalla morte del pilota Patrick Depailler, che si schiantò, durante alcune prove in Germania nel 1980, sulla sua Alfa Romeo. Per la stagione di Formula 1 del 1987, l'Alfa Romeo firmò un contratto con la Ligier per la fornitura di propulsori. Questo accordo fu però annullato dopo l'acquisizione della casa del Biscione da parte della Fiat. L'Alfa Romeo costruì anche propulsori per l'Osella dal 1983 al 1988, e questa fu la sua ultima apparizione in Formula 1.

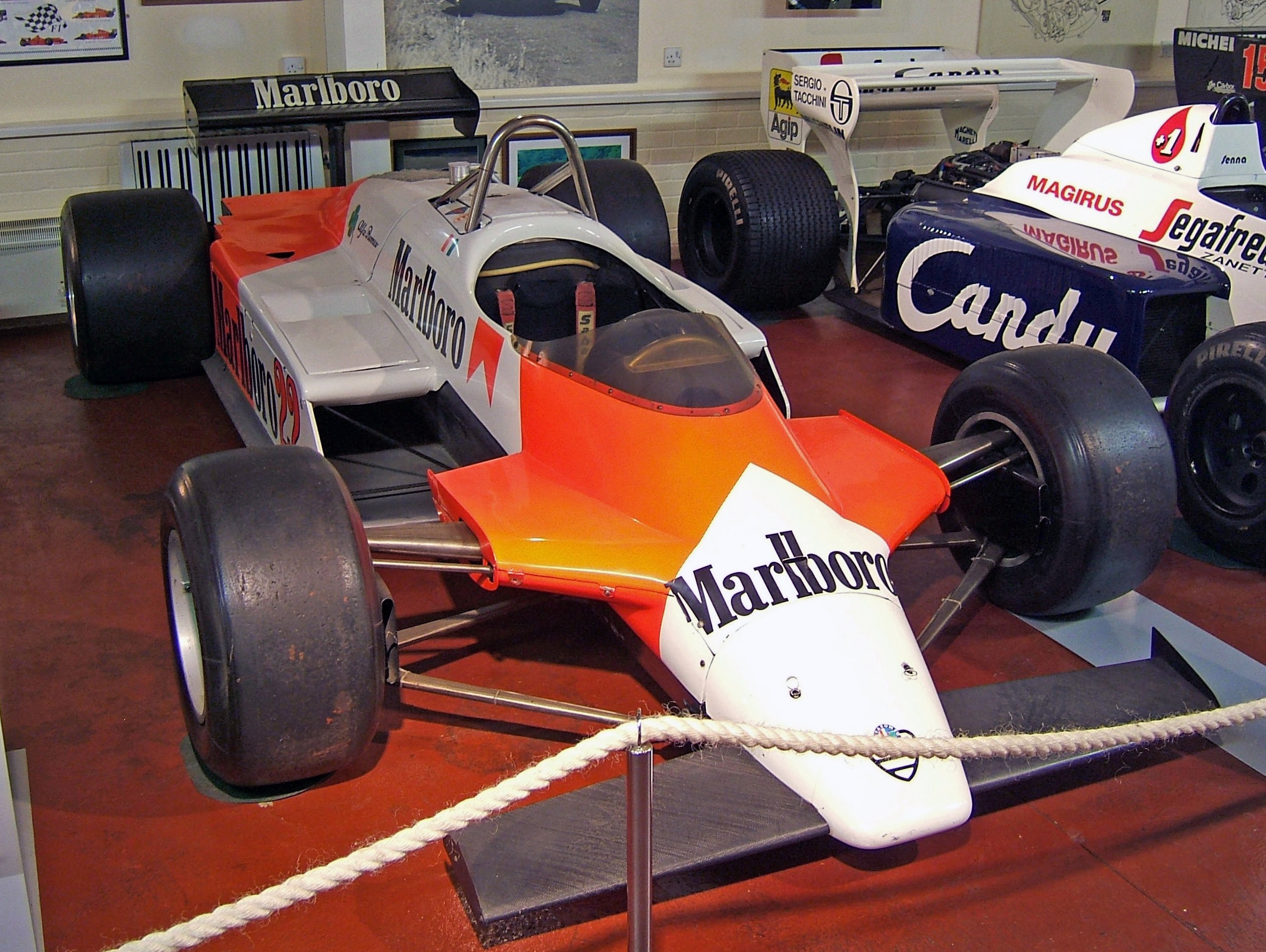
Un'Alfa Romeo 182, utilizzata nel campionato di Formula 1 del 1982

Negli anni ottanta arrivarono invece i successi in Formula 3. In questo campionato l'Alfa Romeo ha vinto complessivamente (come fornitrice di motori) dieci campionati europei, cinque Coppe Europa 5 campionati sudamericani e una quarantina di campionati nazionali organizzati in Italia, Francia, Germania, Svizzera, Cile, Messico, Austria, Brasile, Scandinavia, Svezia  e riuscendo ad ottenere 8 vittorie nel Gran Premio di Monaco di Formula 3. Tra i piloti motorizzati Alfa Romeo in queste competizioni, è da ricordare Piercarlo Ghinzani, vincitore all'esordio del campionato italiano, Jacques Villeneuve, futuro campione del mondo di Formula 1, che inizio la carriera agonistica proprio con l'Alfa Romeo in Formula 3, Jean Alesi che con l'Alfa Romeo divenne campione di Francia di Formula 3 e poi divenne pilota di Formula 1 della Ferrari,  e Michele Alboreto, che si aggiudicò il titolo europeo, entrambi con una March motorizzata Alfa Romeo. Ambedue hanno poi corso in Formula 1, con Alboreto che divenne anche pilota ufficiale Ferrari e vicecampione del Mondo di Formula 1 nel 1985. Complessivamente, le autovetture motorizzate Alfa Romeo conquistarono 5 vittorie consecutive nel campionato europeo di Formula 3 (1980-1984). Da ricordare anche l'adozione dei motori Twin Spark dal 1987, evoluzione dei bialbero con quattro candele, ed anch'esso usato nella produzione di serie (per esempio sulla Alfa 75 e sulla 164). Anche con questo propulsore l'Alfa Romeo confermò i successi degli anni precedenti, conquistando altri campionati europei e di sudamericani e vari campionati nazionali.
Negli anni ottanta l'Alfa Romeo continuò la partecipazione ai rally.  Agli inizi del decennio l'Alfetta GTV venne omologata per il gruppo 4, con la denominazione “Turbodelta”, poiché fu raggiunto un numero sufficiente di esemplari di serie costruiti. La versione da competizione ottenne discreti risultati, senza però riuscire ad essere competitiva come i modelli precedenti, e concluse la carriera con la vittoria al Rally del Danubio. Nel 1986 la GTV venne rimpiazzata dal modello GTV6, omologato per il gruppo A. Era una delle macchine più veloci del gruppo. La FIA la spostò però nel gruppo B alla fine del 1986, e quindi dovette far i conti con le ben più prestanti vetture di questa categoria che, dotate di potenze esorbitanti e trazione integrale, misero in ombra il modello dell'Alfa Romeo. Nonostante tutto, la “casa del biscione” riuscì ad ottenere il terzo posto al rally di Corsica dello stesso anno. Altre vetture impiegate nei rally furono la 75 e la 33. Nel campionato del mondo di rally le vetture della casa automobilistica del Biscione si piazzarono al decimo posto nel 1984 ed al quattordicesimo nel 1985. Per quanto riguarda i rally, il capitolo si chiuse con la fine degli anni ottanta, con la vittoria del Giro d'Italia automobilistico del 1988 grazie all'Alfa 75 Evoluzione IMSA, condotta da diversi piloti di grande fama, tra cui il campione del Mondo di Formula 1 Mario Andretti, e gli allora piloti di Formula 1 Riccardo Patrese, Alessandro Nannini, Nicola Larini, Jacques Laffite e Paolo Barilla, così come il pilota rallystico Dario Cerrato.

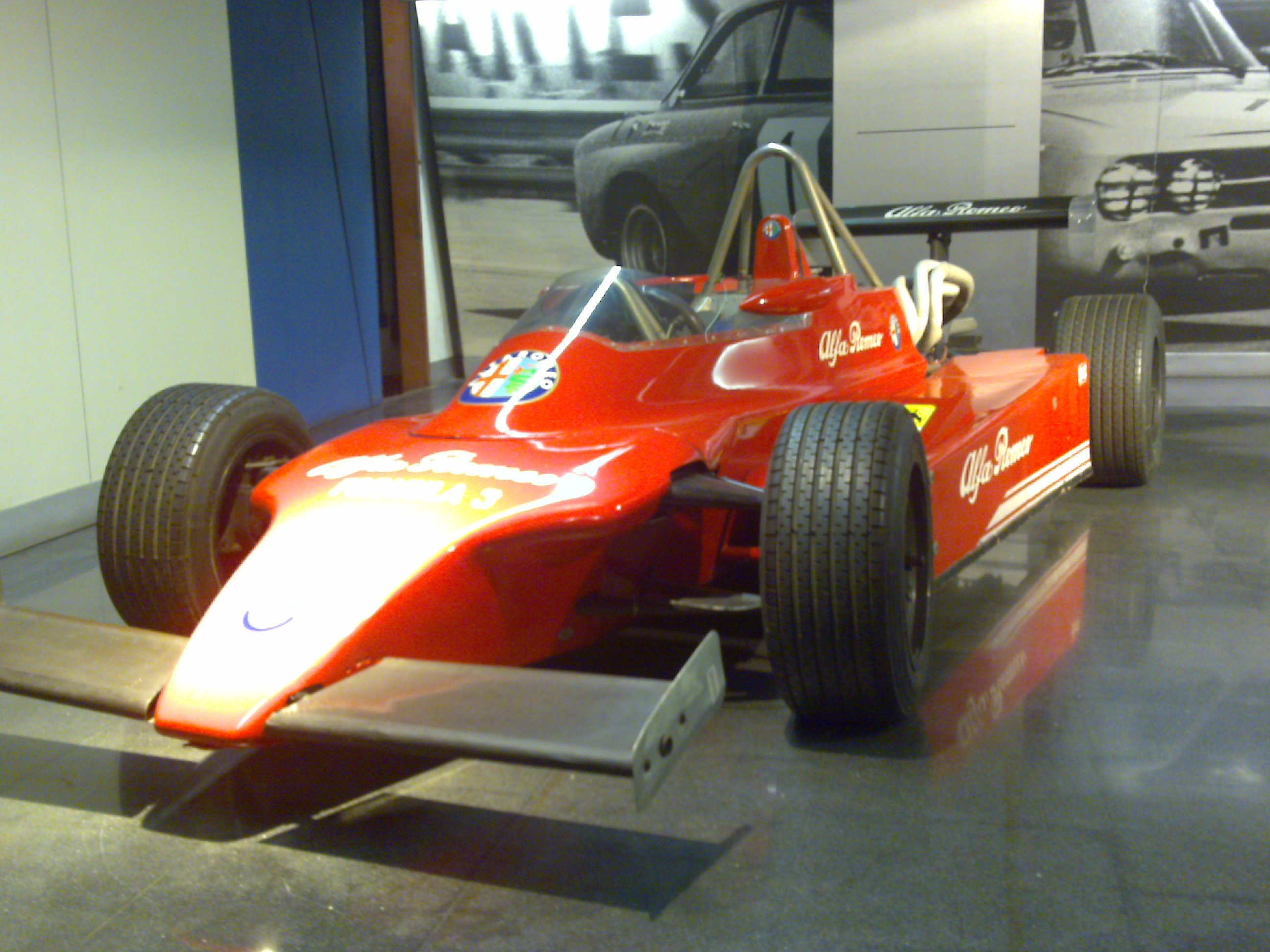
Un'Alfa Romeo utilizzata nel campionato di Formula 3 del 1982

Tra il 1982 e il 1985, con la GTV6 e l'Alfa Romeo 75, l'Alfa Romeo conquistò invece altri quattro campionati europei turismo, questa volta consecutivi. Negli anni ottanta la casa del Biscione si aggiudicò diversi campionati nazionali turismo, grazie alle GTV V6 ed alle 75  che s'imposero, in particolare, al Campionato Francese Turismo nel 1983 e nel 1984 ed al campionato inglese turismo nel 1983 con Andy Rouse. La casa del Biscione fallirà nel 1987 la sfida per aggiudicarsi il primo Campionato del mondo turismo della storia ancora con l'Alfa Romeo 75, che comunque primeggiò nel Campionato Spagnolo Turismo del 1988 e 1991 e nel Campionato Italiano Superturismo del 1988.

### Gli anni novanta e duemila
Gli anni novanta sono stati invece il periodo di maggior successo dell'Alfa Romeo nei campionati turismo.  Esordì la 155, prima berlina media della casa realizzata sotto l'egida FIAT, che modificò radicalmente la filosofia costruttiva tipica dell'Alfa Romeo fino al modello 75. Questo causò un notevole calo di consensi per il marchio meneghino e la 155 non ebbe il successo sperato, ma nonostante ciò si rivelò estremamente competitiva e versatile per l'uso agonistico. Le versioni da competizione del modello, cioè la Twin Spark e la GTA, entrambe dotate di trazione anteriore e motore da 2000 cm³ di cilindrata a quattro cilindri il primo, e 2000 cm³ quattro cilindri sovralimentato con trazione integrale (di derivazione Lancia Delta) il secondo, vinsero il Campionato Spagnolo Turismo nel 1994, 1995 e 1997, il campionato italiano superturismo nel 1992, ed il British Touring Car Championship nel 1994. Nel 1993 fece invece il suo esordio l'Alfa Romeo 155 V6 TI DTM, ovvero una versione che disponeva della trazione integrale e di un motore V6 da 2500 cm³ capace di erogare 420 CV di potenza. Nello stesso anno la vettura vinse autorevolmente con Nicola Larini il Deutsche Tourenwagen Masters (DTM) interrompendo il dominio delle vetture tedesche. Da segnalare inoltre anche il secondo posto di questo modello, sempre nel 1993, al campionato del mondo turismo.

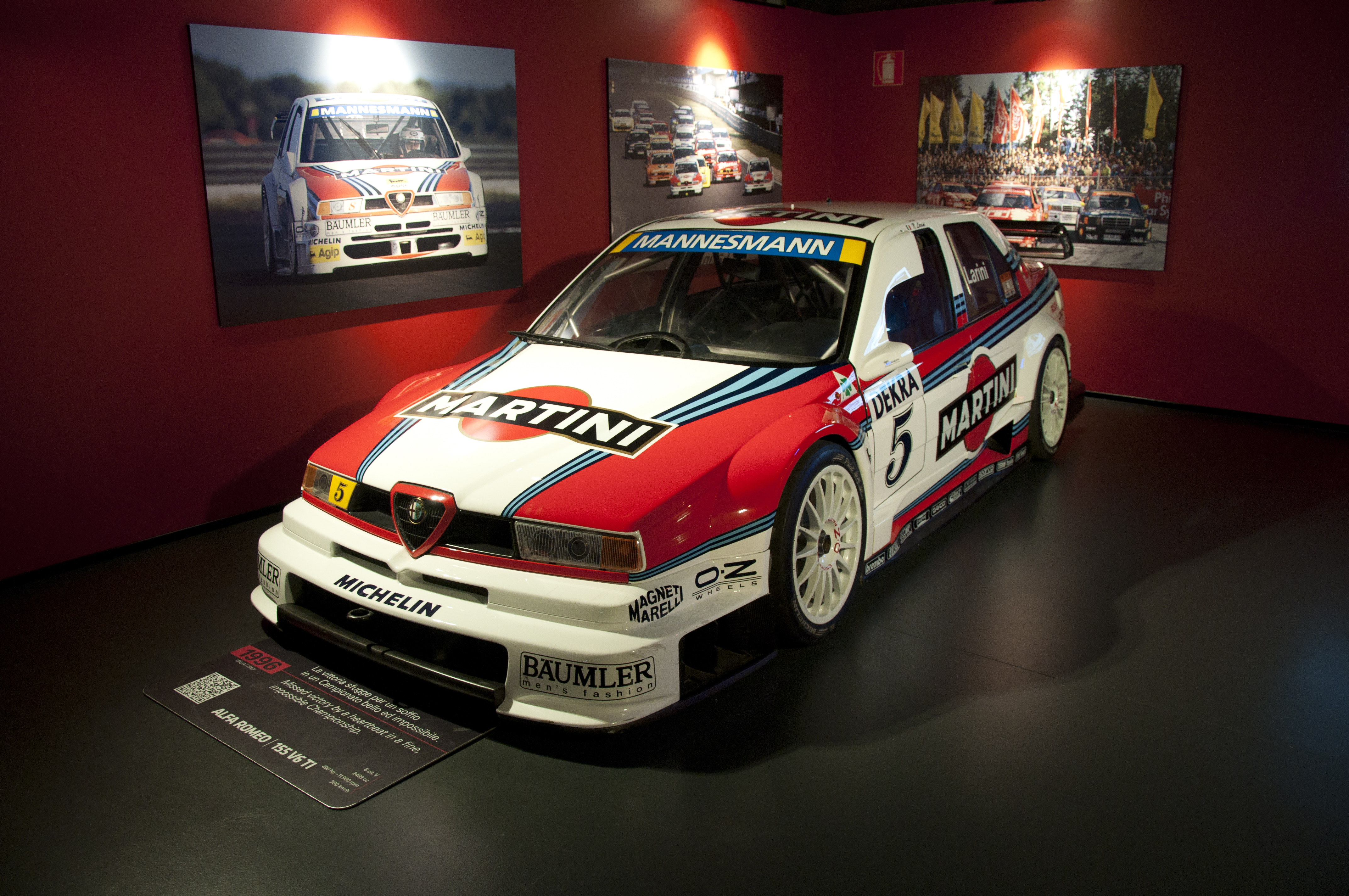
La 155 V6 TI di Nicola Larini che prese parte all'ITCC 1996

Dal 1989 al 1991 l'Alfa Romeo fornì motori a vetture che parteciparono alla IndyCar World Series. Il propulsore utilizzato era un V8 sovralimentato che possedeva una cilindrata di 2.648 cm³ ed erogava 720 CV di potenza. Esso era derivato parzialmente da quello della Ferrari Cart, che però non partecipò mai alle competizioni. Il motore era accoppiato ad un telaio che venne costruito dalla March e preparato dalla Alex Morales Motorsports nel 1989. Nella prima stagione il pilota fu Roberto Guerrero, il cui miglior risultato fu un ottavo posto a Detroit. Nel 1990 il pilota ed il motore furono protagonisti in un'altra scuderia, la Patrick Racing, sempre con telaio March. La stagione vide un miglioramento, poiché Guerrero finì al 16º posto in classifica, con un 5º posto come miglior piazzamento. Il 1991 fu l'ultima stagione dell'Alfa Romeo in questo campionato. Il team scelse un telaio Lola, e Danny Sullivan, che sostituì Guerrero, finì 11º in classifica, con un 4º posto come miglior risultato. Complessivamente, l'Alfa Romeo in questo campionato non conquistò nessuna vittoria, alcun podio e neppure una pole position.

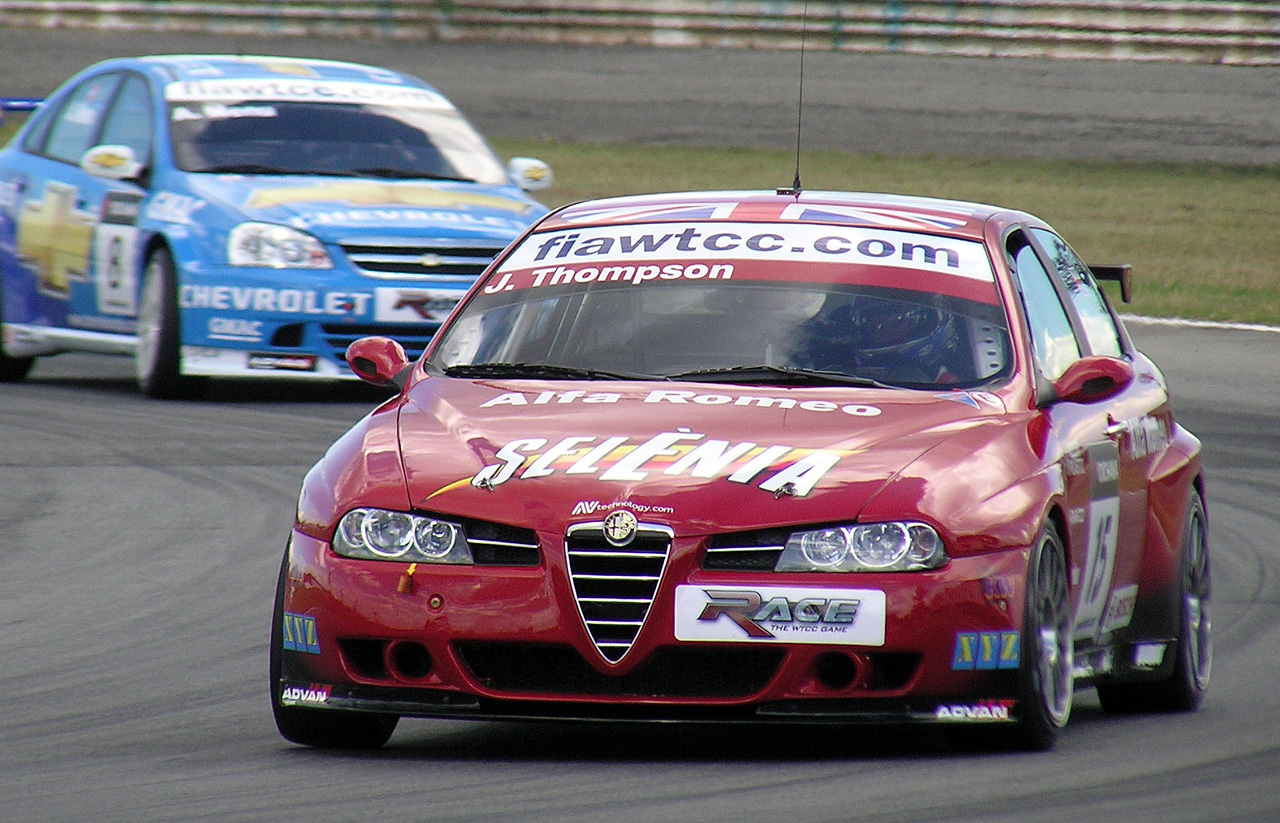
La 156 S2000 del Team N-Technology, guidata da James Thompson durante una fase del WTCC 2007 a Curitiba.

Nei primi anni novanta venne realizzata una macchina sperimentale chiamata Sport Prototipo che avrebbe dovuto correre nell'omonimo mondiale, raccogliendo il testimone della 164 Procar, che però non scese in pista perché il campionato a cui avrebbe dovuto prendere parte venne abolito dalla FIA. La Sport Prototipo ne riprendeva la meccanica, ma la FIAT (proprietaria dell'Alfa Romeo) decise di investire in altre categorie di competizioni.
Nei campionati turismo, la 155 venne sostituita dalla 156, che era dotata di sospensioni più complesse e raffinate, ma anche di motori molto sportivi, che le consentirono di raccogliere il testimone del vecchio modello. La 156 gestita prima dal Team Nordauto e poi da quello N-Technology, ha vinto quattro campionati italiani superturismo nel 1998 (all'esordio), 1999, 2003 e 2004, ma soprattutto quattro titoli europei turismo piloti dal 2000 al 2003 e tre campionati europei turismo marche dal 2000 al 2002.
Con la 156 si conclude la storia dell'Alfa Romeo nelle gare turismo, dato che la sua erede, la 159, non è stata attiva in nessuna competizione, anche se è stata utilizzata come safety car nel campionato mondiale Superbike, rimpiazzata prima dalla MiTo e poi dalla Giulietta. 
L'unico campionato turismo che l'Alfa non ha mai conquistato è stato il campionato del mondo, al quale partecipò nel 1987 con la 75 e a metà degli anni 2000 con la 156.

### Gli anni duemiladieci

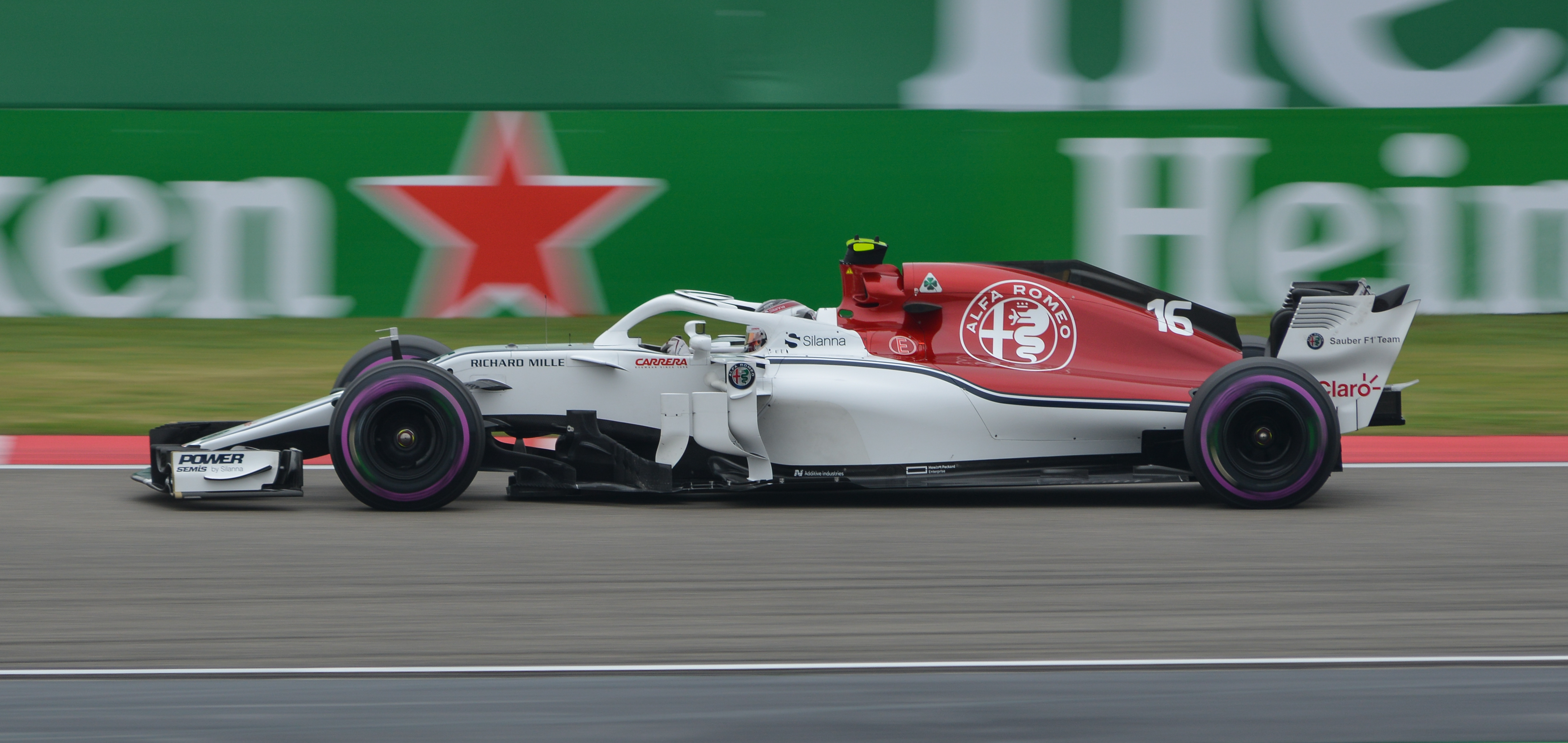
La Sauber C37 sponsorizzata Alfa Romeo

Nel novembre 2017 viene annunciato da Sergio Marchionne il ritorno del marchio Alfa Romeo in Formula 1 per la stagione 2018 come sponsor principale del team Sauber, con il quale la casa italiana si prefiggerà l'obbiettivo di portare avanti anche una cooperazione tecnologica, tecnica e commerciale. Ciò ha comportato un cambio del nome ufficiale del team svizzero che è stato ribattezzato Alfa Romeo Sauber F1 Team; dal punto di vista dell’immagine la livrea delle vetture elvetiche riprende ora i dai colori del brand Alfa e dal marchio della casa di Arese. Sotto il profilo tecnico, invece, Alfa Romeo non fornirà mai alcun tipo di componentistica alla scuderia svizzera.
Il 1º febbraio 2019 viene reso noto il cambio ufficiale di denominazione in Alfa Romeo Racing, nome con cui la scuderia elvetica - che vede la temporanea sparizione del marchio Sauber - si presenta nel Mondiale 2019.

### Gli anni duemilaventi
Nel 2023, a seguito del mancato rinnovo del contratto di collaborazione con la scuderia elvetica, Alfa Romeo cessa il rapporto con Sauber, portando ad una nuova sparizione del marchio dalla Formula 1.